# Paul Henderson (Eishockeyspieler)
Paul Garnet Henderson (* 28. Januar 1943 in Kincardine, Ontario) ist ein ehemaliger kanadischer Eishockeyspieler (Linksaußen), der von 1962 bis 1980 für die Detroit Red Wings, Toronto Maple Leafs und Atlanta Flames in der National Hockey League sowie die Toronto Toros bzw. Birmingham Bulls in der World Hockey Association spielte. Besondere Berühmtheit erlangte er, als er bei der Summit Series 1972 das entscheidende Tor erzielte.

## Karriere
Henderson wurde schon als Teenager von den Detroit Red Wings unter Vertrag genommen. Diese schickten ihn in ihr Juniorenteam zu den Hamilton Red Wings in der Ontario Hockey Association. In einem Team mit Lowell MacDonald und Pit Martin gewannen sie 1962 den Memorial Cup.
Dank guter Leistungen kam er im Laufe der Saison 1962/63 auch zu seinem Debüt in der NHL, als er in zwei Spielen auflaufen durfte. Im folgenden Jahr pendelte er noch zwischen den Red Wings und dem AHL-Farmteam, den Pittsburgh Hornets. Ab der Saison 1964/65 hatte er sich dann seinen Stammplatz in einer Sturmreihe mit Pit Martin und Larry Jeffrey erkämpft. Obwohl ihn in der Saison 1966/67 eine Verletzung zu einer Pause von 24 Spielen zwang, gelangen ihm in dieser Spielzeit zum zweiten Mal in Folge mehr als 20 Treffer. Im März 1968 war er Teil eines großen Tauschgeschäfts. Gemeinsam mit Norm Ullman schickten ihn die Red Wings nach Toronto. Im Gegenzug erhielten die Red Wings Frank Mahovlich, Pete Stemkowski, Garry Unger und die Rechte an Carl Brewer.
In einer Angriffsreihe mit Norm Ullman und dem jungen Ron Ellis zeigte Henderson bei den Toronto Maple Leafs starke Leistungen. In der Saison 1971/72 erzielte er 38 Tore und wurde für diese gute Leistung auch in den Kader des kanadischen Teams bei der Summit Series 1972 gegen die sowjetische Nationalmannschaft nominiert. In den ersten vier Spielen in Kanada waren die Gastgeber nicht so erfolgreich wie erhofft, da Kanada nur ein Spiel für sich entscheiden konnte. Neben einem Unentschieden gingen zwei Partien verloren. Henderson erzielte zwei Treffer. Mit zwei Siegen in den ersten drei Spielen in Moskau glich Kanada die Serie aus. In diesen drei Spielen war Henderson mit vier Toren der erfolgreichste Angreifer und steuerte bei beiden Siegen das entscheidende Tor bei. Kurz vor Ende des achten und entscheidenden Spiels stand die Partie unentschieden. Von der kanadischen Bank aus forderte er Pete Mahovlich zum Auswechseln auf. Nachdem dieser das Eis verließ, schaltete sich Henderson in den Angriff ein und erzielte 34 Sekunden vor dem Ende den viel umjubelten Treffer, durch den Kanada die Serie für sich entscheiden konnte.
Der Angreifer blieb noch zwei weitere Spielzeiten bei den Maple Leafs, bevor er zum Lokalrivalen, den Toronto Toros in die World Hockey Association wechselte. Die WHA hatte gegen die sowjetische Nationalmannschaft die Summit Series 1974 geplant und da kam es gelegen, dass Henderson als Held der letzten Serie nun erneut im Kader stand.
Nach der Auflösung der WHA kehrte er noch einmal für 30 Spiele bei den Atlanta Flames in die NHL zurück. In der darauf folgenden Spielzeit beendete er in der Central Hockey League seine aktive Karriere.

## Sportliche Erfolge
- Memorial Cup: 1962

### Persönliche Auszeichnungen
- Max Kaminsky Trophy: 1963
- Teilnahme am NHL All-Star Game: 1972 und 1973
- Member des Order of Canada: 2012
- Aufnahme in die IIHF Hall of Fame: 2013[1]
- Order of Hockey in Canada: 2013

## Einzelnachweis
1. ↑  Three Canadians inducted into the IIHF Hall of Fame. In: Hockey Canada Foundation Website. 17. Mai 2013, abgerufen am 14. Juni 2013.